# Miha Krek
Miha Krek (Gorenja vas-Poljane, 28 settembre 1897 – Cleveland, 18 novembre 1969) è stato un politico e avvocato jugoslavo di etnia slovena. Tra il 1941 e il 1969 fu capo informale dell'emigrazione anticomunista slovena.

## Biografia
Nato nel villaggio di Leskovica nell'Alta Carniola, Miha Krek studiò all'Istituto San Stanislao di Šentvid vicino a Lubiana. Durante la prima guerra mondiale fu arruolato nell'esercito austro-ungarico combattendo sul fronte italiano e venendo anche ferito. Dopo la guerra, studiò giurisprudenza inizialmente presso l'università di Zagabria per poi spostarsi all'Lubiana quando furono attivati i corsi di giurisprudenza, conseguendo il dottorato di ricerca nel 1930. Nel 1931 aprì uno studio legale a Lubiana.
Nel 1921 Krek si unì al Partito Popolare Sloveno di stampo cattolico e conservatore. È stato anche presidente della sezione slovena dell'Azione cattolica e redattore capo del principale quotidiano conservatore Slovenec. Durante la dittatura reale del re Alessandro I di Jugoslavia, divenne vicepresidente del partito.
Nel 1936 divenne ministro senza portafoglio nel gabinetto di Milan Stojadinović. Nel 1938 fu eletto deputato al Parlamento del Regno di Jugoslavia nella lista della Comunità radicale jugoslava, di cui il Partito Popolare Sloveno fece parte tra il 1935 e il 1941.
Nel dicembre dello stesso anno diventa Ministro delle Costruzioni. Mantenne il ministero nel governo di Dragiša Cvetković, formato dopo la caduta di Stojadinović nel febbraio 1939. Nel 1940 fu nominato ministro dell'Istruzione nel governo di coalizione Cvetković-Maček. Dopo la morte di Anton Korošec, Krek divenne segretario generale della comunità radicale jugoslava nella Banovina della Drava, e quindi il secondo politico più influente del Partito Popolare Sloveno dopo Franc Kulovec.
Dopo l'invasione della Jugoslavia da parte dell'Asse nell'aprile 1941, Krek emigrò in Palestina e poi a Londra, come membro del governo jugoslavo in esilio, guidato da Dušan Simović. Dopo la morte di Franc Kulovec nel raid aereo di Belgrado, Krek divenne il leader in esilio del Partito popolare sloveno, mentre Marko Natlačen divenne il leader del partito nella Slovenia occupata.
Insieme al collega membro del partito Franc Snoj, Krek divenne il rappresentante sloveno dei governi jugoslavi in esilio di Slobodan Jovanović e Miloš Trifunović. Durante questo periodo pubblicò diversi manifesti che esortavano gli sloveni, senza molto successo, ad unirsi al movimento di resistenza cetnico di Draža Mihailović. Ha anche mantenuto i contatti con la resistenza clandestina non comunista slovena, nota come Alleanza slovena.

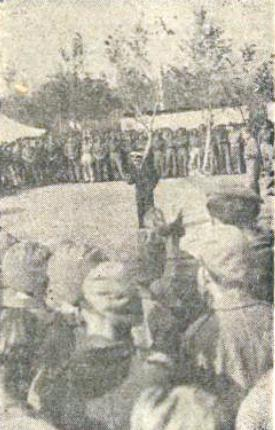
Miha Krek tiene un discorso ai soldati sloveni in un campo militare inglese, Italia 1944-1945

Nel 1944 si oppose all'Accordo Tito-Šubašić, con il quale il governo jugoslavo in esilio riconosceva i partigiani jugoslavi. Lo stesso anno si trasferisce a Roma, dove organizza il Consiglio nazionale sloveno all'estero, che si oppone al Fronte di liberazione del popolo sloveno a guida comunista. Nel maggio e giugno 1945 tentò senza successo di impedire il rimpatrio della Slovensko domobranstvo in Jugoslavia. di cui ancora nel giugno 1946 denunciava presso il governo britannico lo sterminio Nel settembre dello stesso anno, è coautore di un manifesto intitolato "Il governo di Tito sta introducendo il totalitarismo", insieme al leader del Partito socialista di Jugoslavia Živko Topalović e al leader del Partito democratico indipendente Adam Pribićević. Nel 1946, Krek fu processato in contumacia dalle nuove autorità comuniste jugoslave con l'accusa di alto tradimento e crimini di guerra nel processo che lo vide coimputato con Leon Rupnik, Erwin Rösener, Lovro Hacin, Milko Vizjak e Gregorius Rožman,  e condannato a 15 anni di prigione.
Rimase a Roma fino al 1947, dove organizzò, insieme a Ivan Ahčin, una rete che aiutò nell'emigrazione di decine e migliaia di sloveni, soprattutto in Argentina e negli Stati Uniti d'America. Nel 1947 si trasferì lui stesso negli Stati Uniti e fu ufficialmente eletto presidente del Partito popolare sloveno in esilio. Durante il 1949, ha assistito Reuben H. Markham, che ha curato "Comunists Crush Churches in Eastern Europe", con materiale sulla Jugoslavia.
In America fece parte del comitato editoriale della rivista slovena "American Homeland" e dal 1950 a Washington,  fu membro del Comitato per l'Europa centrale. Cofondatore dal 1954 dell'Unione Cristiano-Democratica per l'Europa Centrale e ne fu vicepresidente e partecipò ai congressi internazionali della Democrazia Cristiana a San Paolo, Parigi, Bruxelles e Santiago del Cile.
Miha Krek morì a Cleveland, Ohio, e gli successe Miloš Stare come presidente del Partito popolare sloveno.

### Vita privata
Nel 1921 si sposò con Malka Dežman da cui ebbe un figlio, Aleš.